# Ratolí marsupial del desert
El ratolí marsupial del desert (Sminthopsis psammophila) és una espècie de petit marsupial carnívor australià de la família dels dasiúrids. És una de les espècies més grosses i rares del gènere Sminthopsis. Té un color gris o camussa i viu en dunes de sorra paral·leles baixes, especialment a prop de plantes spinifex.